# 鄒縣戰鬥
鄒縣戰鬥發生於1928年4月19日－21日，交戰地點則是在中國魯南，是中華民國北洋政府時期的戰鬥之一。鄒縣戰鬥的交戰雙方，一方為國民革命軍一軍刘峙，另一方北洋十軍吳奠卿所轄軍隊。

## 參看
- 中華民國北洋政府時期內戰戰鬥列表